# Chhonhup
Chhonhup ou Chhondup (em nepali: छोन्हुप) é um village development committee (lit.: "comité de desenvolvimento de aldeia") do distrito de Mustang, da zona de Dhaulagiri da região Oeste do Nepal. Em 2011 tinha 801 habitantes e 202 casas de habitação.
Situa-se na região do vale do Kali Gandaki, a norte de Lomanthang perto da fronteira com o Tibete, e fazia parte do antigo Reino de Mustang, que existiu formalmente até 2008.
O village development committee tem as seguintes aldeias:
- Arka
- Bhankadanda
- Bharma
- Chumjung
- Garphu
- Kimaling
- Namgyal
- Nhichung
- Nyamdo
- Phuwa
- Thingar
- Tilekheji
- Yachebu